# Loi relative à l'accélération de la production d'énergies renouvelables
Lire en ligne

Lire sur Légifrance

La loi no 2023-175 du 10 mars 2023 relative à l'accélération de la production d'énergies renouvelables, surnommée loi APER, est une loi française promulguée le 10 mars 2023.
Elle a pour objectif de faciliter l'accélération de la production d'énergies renouvelables sur le territoire français. Pour cela, elle met notamment les collectivités territoriales au centre de la planification territoriale des énergies renouvelables en leur donnant de nouveaux leviers d'action. À travers ses 7 titres et 116 articles, elle met en place des dispositions portant sur chaque source d'énergie renouvelable — avec un focus sur les énergies solaire et en mer — et sur leur financement.
L'adoption de la loi APER s'inscrit dans un contexte favorable à la relocalisation de la production d'énergie et le développement des énergies renouvelables, avec la crise énergétique mondiale de 2021-2023, la sortie du sixième rapport d'évaluation du GIEC et le retard de la France en matière de développement des énergies renouvelables.
Bien que la volonté de déployer massivement les énergies renouvelables soit généralement saluée, de nombreux acteurs critiquent le contenu de la loi qui l'accusent de ne pas être ambitieuse et de freiner le développement de ces énergies au lieu de les accélérer. D'autres acteurs, à l'instar des maires, mettent en exergue la complexité de mettre en place certaines mesures dans un délai aussi restreint.

## Contexte et historique
Depuis 2021, la France fait face à une crise énergétique, amplifiée par l'invasion de l'Ukraine par la Russie en février 2022. Une inquiétude grandissante de coupures de courant se fait remarquer en 2022 à l'approche de l'hiver, période de l'année la plus tendue en matière d'approvisionnement énergétique. Ce contexte de crise énergétique vient s'ajouter à la situation grandissante de crise écologique et climatique et la publication du sixième rapport d'évaluation du GIEC.
Ces deux éléments ont montré la nécessité de relocaliser la production d'énergie sur le territoire national afin de maîtriser son approvisionnement et son coût, et d'atteindre par la même occasion les objectifs nationaux d'émissions de gaz à effet de serre et de production d'énergie renouvelable. La France a dû payer 500 millions d'euros en 2022 pour son retard dans le développement des énergies renouvelables, étant le seul pays de l'Union européenne à ne pas avoir atteint son objectif de passer de 10 à 23 % d'énergies renouvelables dans son mix énergétique.
La loi relative à l'accélération de la production des énergies renouvelables est adoptée en première lecture par le Sénat le 4 novembre 2022 et par l'Assemblée nationale le 10 janvier 2023, fait l'objet d'un accord en commission mixte paritaire le 24 janvier 2023, est définitivement adoptée par l'Assemblée nationale le 31 janvier 2023 et par le Sénat le 7 février 2023,, puis validée par le Conseil constitutionnel le 9 mars 2023, promulguée par le président de la République le 10 mars 2023 et publiée au Journal officiel le 11 mars 2023. Elle a pour objectif de simplifier les procédures de développement des énergies renouvelables en s'appuyant notamment sur les collectivités territoriales, leurs groupements et leurs structures satellites,.

## Structure et principales mesures
La loi APER s'articule autour de 7 titres qui rassemblent 116 articles :
- Titre 1er : mesures favorisant l'appropriation territoriale des énergies renouvelables et leur bonne insertion paysagère (articles 1 à 3)
- Titre 2 : mesures de simplification et de planification territoriale visant à accélérer et à coordonner les implantations de projets d'énergies renouvelables et les projets industriels nécessaires à la transition énergétique (articles 4 à 33)
- Titre 3 : mesures tendant à l'accélération du développement de l'énergie solaire, thermique, photovoltaïque et agrivoltaïque (articles 34 à 55)
- Titre 4 : mesures tendant à l'accélération du développement des installations de production d'énergie renouvelable en mer (articles 56 à 66)
- Titre 5 : mesures portant sur d'autres catégories d'énergies renouvelables (articles 67 à 85)
- Titre 6 : mesures transversales de financement des énergies renouvelables et de récupération et de partage de la valeur (articles 86 à 103)
  - Chapitre Ier : mesures en faveur du financement de la production des énergies renouvelables et de récupération de la fourniture à long terme d'électricité (articles 86 à 92)
  - Chapitre II : mesures en faveur d'un partage territorial de la valeur des énergies renouvelables (articles 93 à 97)
  - Chapitre III : mesures en faveur de l'expérimentation de la production de gaz bas-carbone (articles 98 à 103)
- Titre 7 : dispositions diverses (articles 104 à 116)

Le contenu des sections suivantes n'a pas vocation à remplacer le texte de loi ou à être exhaustif, mais à synthétiser les principales mesures du texte législatif.

### Titre1er: appropriation territoriale et bonne insertion paysagère des énergies renouvelables
Le titre 1er, composé de 3 articles, demande aux schémas de cohérence territoriale de prendre en compte l'insertion paysagère des installations de production et de transport des énergies renouvelables afin d'éviter la dégradation de la qualité paysagère et les effets de saturation visuelle (article 1). Lors d'une demande d'autorisation portant sur un projet éolien, elle demande à l'autorité environnementale de tenir compte du nombre d'éoliennes déjà existantes sur le territoire afin de limiter ces mêmes effets (article 2).

### Titre 2: simplification et planification territoriale d'accélération et de coordination des projets d'énergies renouvelables

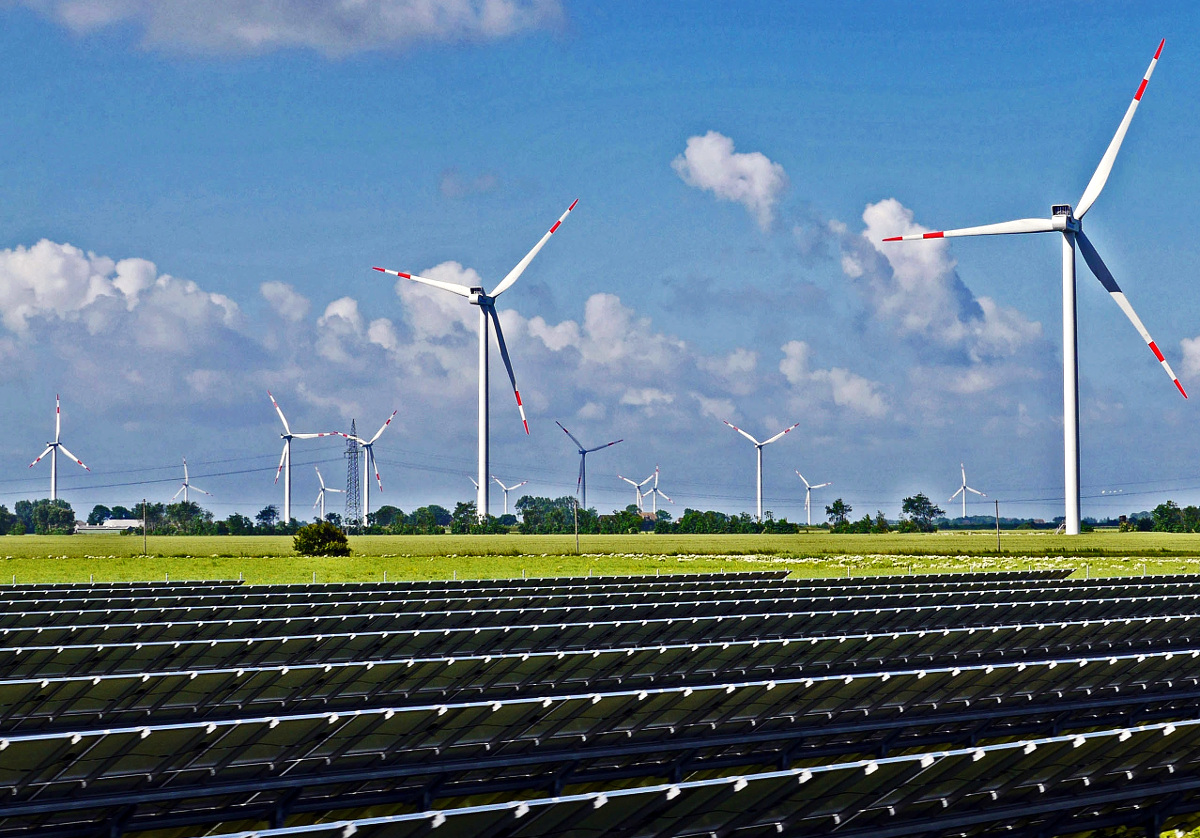
Les zones d'accélération ont pour objectif d'établir une stratégie locale de développement et de diversification des énergies renouvelables.

Le titre 2, long de 30 articles, décrit des mesures de simplification et planification territoriale visant à accélérer et à coordonner les implantations de projets d'énergies renouvelables ainsi que les projets industriels nécessaires à la transition énergétique. Ce titre est principalement centré sur les collectivités territoriales mais met également en jeu d'autres acteurs locaux.
Les entreprises dont l'effectif est supérieur à 250 personnes sont tenues d'établir avant le 10 mars 2025 un « plan de valorisation de leur foncier en vue de produire des énergies renouvelables » qui doit contenir des objectifs quantitatifs et être rendu public (article 4).
Du côté des collectivités territoriales, un sous-préfet référent est nommé dans chaque département français afin de faciliter les démarches et fournir un appui aux collectivités (article 6).
Les communes peuvent identifier des zones d'accélération (surnommées ZAEnR) pour l'implantation d'installations terrestres de production d'énergies renouvelables et de leurs ouvrages connexes. Ces zones d'accélération doivent présenter un potentiel permettant cette accélération dans l'objectif d'atteindre les objectifs nationaux liés aux émissions de gaz à effet de serre et à l'énergie et de contribuer à la sécurisation de l'approvisionnement. Définies pour chaque catégorie de sources d'énergie renouvelable, elles doivent prendre en compte la nécessité de diversifier ces sources en fonction du potentiel local de production et des installations existantes. Des contraintes supplémentaires sont définies pour les zones incluses dans certaines zones (parc naturel régional, zone Natura 2000, réserve naturelle, etc.). La loi prévoit la mise à disposition de cartographies de potentiel d'implantation d'énergies renouvelables dès le 10 mai 2023 par le Cerema et l'IGN. Les communes peuvent définir ces zones, organiser une concertation du public, les valider par délibération du conseil municipal et du conseil communautaire avant le 10 novembre 2023 (puis repoussé au 31 décembre 2023). Le référent préfectoral arrête la cartographie des zones et la transmet pour avis au comité régional de l'énergie, qui a 3 mois pour y répondre. Si ce comité conclut que les zones sont suffisantes vis-à-vis des objectifs régionaux, les zones sont arrêtées à l'échelle de chaque département. Dans le cas contraire, les communes doivent définir de nouvelles zones sous 3 mois, avant un autre avis du comité régional de l'énergie sous 2 mois. L'identification de ces zones est renouvelée tous les 5 ans. Une fois les ZAEnR définies, il est possible de délimiter des secteurs d'exclusion d'installations d'énergies renouvelables via le plan local d'urbanisme (hors production en toiture ou procédés de chaleur à usage individuel) (article 15).
Les futurs projets présents dans ces ZAEnR bénéficient de procédures simplifiées : raccourcissement de délais de remise du rapport du commissaire enquêteur et de l'instruction de la demande d'autorisation environnementale (article 7), pas d'organisation de comité de projet (article 16), favorisation des projets lors de procédures de mise en concurrence (article 17).
Un observatoire des énergies renouvelables et de la biodiversité est mis en place avant le 10 mars 2024 afin de réaliser un état des lieux des connaissances des impacts des énergies renouvelables sur la biodiversité, les sols et les paysages, ainsi que des moyens d'évaluation de ces impacts (article 20).
Des dérogations procédurales proportionnées sont prévues avant le 10 mars 2025 pour les projets de création ou de modification du réseau public de transport d'électricité s'ils raccordent des installations de production ou de stockage d'hydrogène renouvelable ou bas-carbone : simplification de la concertation du public et de la procédure urbanistique (article 27). Le schéma régional de raccordement est également ajusté afin de faciliter le raccordement d'installations de production d'énergies renouvelables (article 29). Le gestionnaire du réseau de transport peut surdimensionner des ouvrages pour faciliter le raccordement ultérieur à d'autres installations (article 32) et des aides peuvent être obtenues par l'autorité organisatrice d'un réseau public de distribution d'électricité pour des travaux facilitant l'insertion des énergies renouvelables sur le réseau (article 33).

### Titre 3: accélération du développement de l'énergie solaire
Le titre 3, qui comporte 22 articles, se focalise sur l'accélération du développement de l'énergie solaire photovoltaïque, thermique ou agrivoltaïque.
En Guyane et à Mayotte, la loi prévoit des exceptions au principe de continuité de l'urbanisation avec les zones urbaines existantes : les installations de production d'énergie à partir d'énergies renouvelables ou de stockage d'énergie sont exemptées de justifier leur incompatibilité avec le voisinage des zones habitées (article 38).
Tout parc de stationnement extérieur d'une superficie supérieure à 1 500 m2 et existant au 1er juillet 2023 devra être équipé d'ombrières de production d'énergies renouvelables sur au moins la moitié de sa superficie à partir du 1er juillet 2026 ou 1er juillet 2028 selon les cas, sous peine de sanctions. Cette obligation prévoit diverses exceptions lorsque des procédés de production équivalente d'énergies renouvelables sont déjà présents, que des contraintes rendent le projet infaisable, ou que le parc de stationnement est végétalisé sur plus de la moitié de sa superficie (article 40).
Les bâtiments commerciaux, industriels, artisanaux, administratifs, de bureaux, d'entrepôt, de santé, de sport, de loisirs, scolaires, parkings couverts, ayant une emprise au sol de plus de 500 m2 doivent intégrer un procédé de production d'énergies renouvelables ou de végétalisation à partir du 1er janvier 2028, à l'exception des bâtiments ayant des contraintes particulières (article 43).
L'installation de procédés de production d'énergie solaire sur les toits, façades et garde-corps des copropriétés ne nécessite plus l'accord de la majorité des voix de tous les copropriétaires mais se limite à la majorité simple lors de l'assemblée générale (article 44).
Les plans de prévention des risques naturels prévisibles (PPRNP), définis par l'État, doivent prévoir des exceptions afin de ne pas s'opposer à l'implantation d'installations de production d'énergie solaire s'il n'y a pas d'aggravation des risques (article 47).
La loi APER instaure le premier régime légal de l'agrivoltaïsme et le définit comme une installation photovoltaïque située sur une parcelle agricole et qui rend à cette dernière un « service » tel que l'amélioration du potentiel et de l'impact agronomiques, l'adaptation au changement climatique, la protection contre les aléas ou l'amélioration du bien-être animal. Une installation ne rendant pas l'un de ces services, portant une grave atteinte à l'un de ces services, n'étant pas réversible ou ne permettant pas à la production agricole d'être l'activité principale de la parcelle, n'est pas considéré comme une installation agrivoltaïque. Dans ce cas, l'agrivoltaïsme permet le maintien des aides au titre de la politique agricole commune, du FEAGA ou du FEADER. Les installations agrivoltaïques sont considérées comme « nécessaires à l'exploitation agricole » au titre du code de l'urbanisme et peuvent donc être installées en zone agricole définie par un document d'urbanisme. L'installation de serres, ombrières et hangars supportant des panneaux photovoltaïques doit toutefois correspondre à une « nécessité liée à l'exercice effectif d'une activité agricole, pastorale ou forestière significative ». L'implantation d'installations de production d'électricité à partir de l'énergie solaire qui ne correspondent pas à la définition des installations agrivoltaïques est davantage limitée et ne peut se faire que sur des terres réputées incultes ou non exploitées depuis un certain temps et identifiées dans un document-cadre établi par arrêté préfectoral après consultation de la CDPENAF, d'organisations professionnelles et des collectivités concernées. Dans tous les cas (agrivoltaïsme ou non), les projets sous soumis à l'avis conforme de la CDPENAF, sauf dans les zones identifiées dans le document-cadre où ils sont soumis à avis simple (article 54),,.

### Titre 4: accélération du développement de l'énergie renouvelable en mer

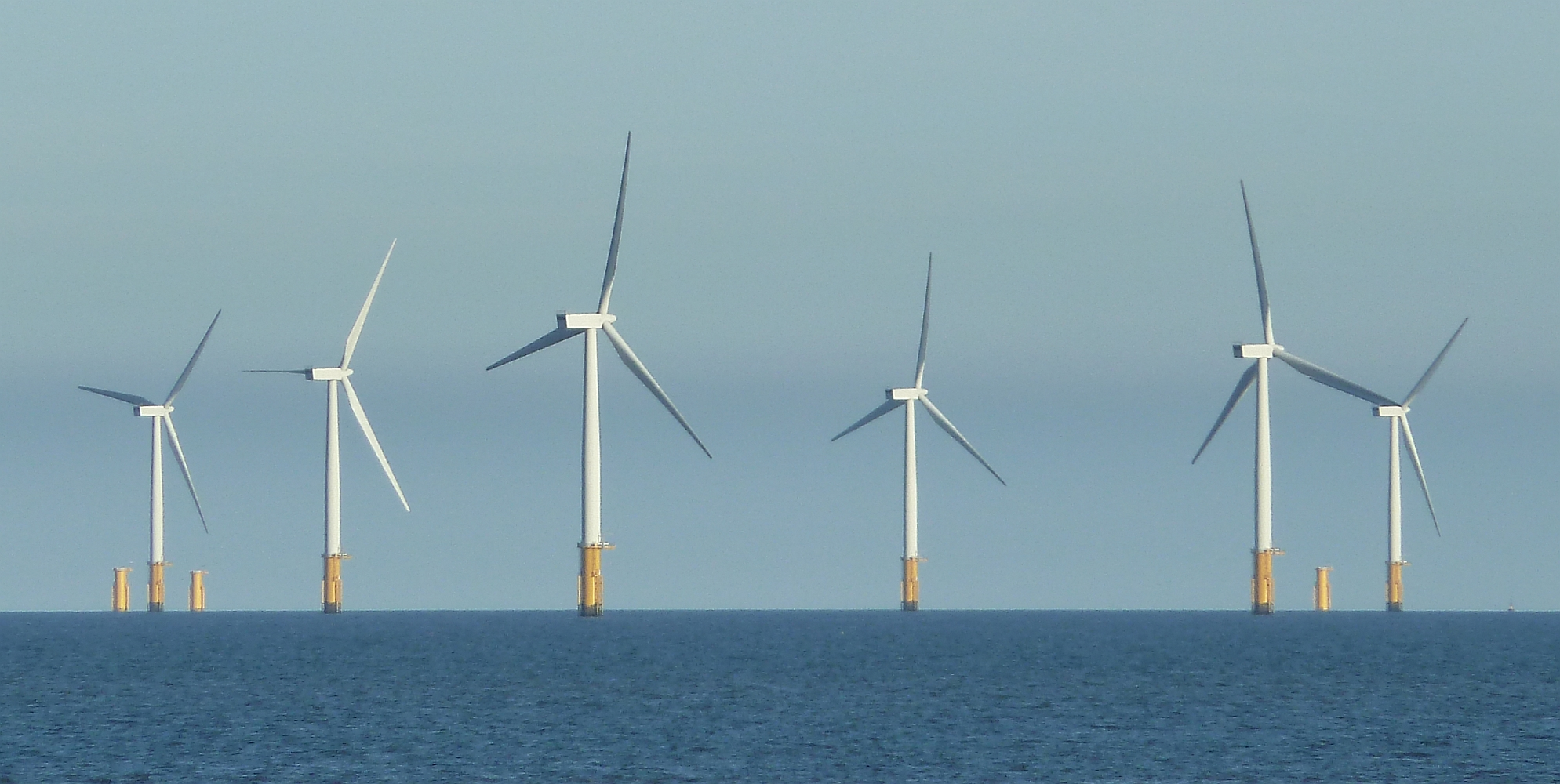
Parc éolien en mer.

Le titre 4, composé de 11 articles, prévoit des dispositions réglementaires sur l'accélération du développement des installations de production d'énergie renouvelable en mer. Ce titre ne concerne donc qu'une partie des départements français.
Chaque façade maritime doit inclure en 2024 et sur une période de dix ans une cartographie des zones maritimes et terrestres prioritaires pour l'implantation d'éoliennes et des ouvrages de raccordement, prioritairement dans la zone économique exclusive et en dehors des parcs nationaux. La définition de ces zones doit prendre en compte l'objectif de préservation et de reconquête de la biodiversité (article 56).
Des mesures de simplification du droit pour les porteurs de projet sont introduites. L'État devra conduire des études préalables (article 58) et un régime d'autorisation unique est créé pour faciliter les démarches administratives nécessaires à l'obtention des autorisations de construction, utilisation et démantèlement des installations (articles 59 et 61).
Les éoliennes flottantes ne sont plus considérées comme des navires (car reliées électriquement à la terre). La loi crée un régime spécifique aux îles artificielles et ouvrages flottants imposant des obligations en matière de sécurité maritime, de sûreté de l'exploitation et de prévention de la pollution. Le cas échéant, des sanctions sont définies (article 63).

### Titre 5: autres catégories d'énergies renouvelables
Le titre 5, long de 19 articles, met en place des mesures relatives aux autres catégories d'énergies renouvelables que celles ayant déjà fait l'objet de dispositions. Elles concernent notamment l'éolien, l'hydroélectricité, la méthanisation, l'Hydrogène renouvelable ou bas-carbone et la géothermie, à divers niveaux.
L'État peut demander aux exploitants d'éoliennes de mettre en place des équipements permettant de compenser la gêne produite par les éoliennes dans le cadre de moyens de détection militaires ou météorologiques (article 67). Le Gouvernement remet en 2024 un rapport au Parlement faisant état des nuisances sonores des éoliennes pour les riverains (article 68).
L'expérimentation portant sur le rôle de médiateur de l'hydroélectricité — défini par la loi Climat et résilience — est étendue à tout le territoire et un rôle de médiateur des énergies renouvelables est mis en place afin de trouver des solutions amiables aux difficultés rencontrées dans l'instruction ou la mise en œuvre des projets d'énergies renouvelables (article 70).
En matière de production d'énergie hydroélectrique, la loi prévoit une dérogation portant sur le débit d'eau minimal à l'aval d'ouvrages hydroélectriques en cas de menace grave sur l'approvisionnement électrique. Au moins 80 % des bénéfices générés par cette modulation sont affectés à des opérations de compensation ou de réduction des impacts de la mesure ou à l'amélioration de l'état écologique du cours d'eau ou du bassin versant (article 72). Le Gouvernement établit un rapport sur l'opportunité du déploiement d'hydroliennes fluviales sur le domaine public avant fin 2023 (article 75).
La programmation pluriannuelle de l'énergie suivant la promulgation de la loi APER instaure un régime de soutien aux installations de méthanisation utilisant uniquement des effluents d'élevage (article 77). De telles installations sont considérées comme nécessaires à l'exploitation agricole et peuvent ainsi être autorisées en dehors des parties urbanisées des communes et dans les zones naturelles, agricoles ou forestières (article 78). Les gestionnaires des réseaux de gaz naturel (transport ou distribution) peuvent anticiper certains travaux de raccordement des installations de production de gaz renouvelable ou bas-carbone (article 80).
L'hydrogène renouvelable ou bas-carbone entre dans le champ de la Commission de régulation de l'énergie et de la programmation pluriannuelle de l'énergie, ainsi que dans les objectifs des autorités organisatrices de la distributions d'électricité et de gaz. Il est également possible de recourir à l'autoconsommation individuelle ou collective pour produire l'électricité renouvelable nécessaire à la production d'hydrogène renouvelable (article 81),.
L'obligation de réaliser une étude de faisabilité des solutions d'approvisionnement en énergie des projets de construction de bâtiments et des travaux de rénovation énergétique du bâti existant s'étend à l'énergie géothermique (article 82).

### Titre 6: financement des énergies renouvelables et partage de la valeur
Le titre 6, qui rassemble 18 articles, se focalise sur le financement des énergies renouvelables et la récupération et le partage de la valeur.
Les entités adjudicatrices peuvent faire appel au tiers investissement pour une opération d'autoconsommation collective, tant que les instructions de l'autoproducteur sont respectées. Un cadre juridique est également défini pour la vente directe d'électricité entre un producteur et un consommateur final. Le producteur doit obtenir une autorisation délivrée par l'autorité administrative. Le recours à ce type de contrat est conditionné au respect des principes de la commande publique (publicité, mise en concurrence, etc.). Un dispositif analogue est créé en matière de contrat de vente directe de gaz. Les transactions réalisées dans le cadre de tels contrats sont surveillées par la Commission de régulation de l'énergie (article 86).
Le partage de la valeur est un dispositif prévu pour améliorer l'acceptabilité des installations d'énergie renouvelable. Les maires et présidents d'EPCI sont prioritaires pour acheter des parts sociales de sociétés portant des projets de production d'énergie renouvelable sur leur territoire lors de la cession des parts. Les candidats retenus lors de la mise en concurrence ou d'appels à projet de la CRE doivent financer des projets communaux ou intercommunaux en faveur de la transition énergétique, de l'adaptation au réchauffement climatique ou de la protection de la biodiversité (85 %), ainsi que des projets de protection ou sauvegarde de la biodiversité (15 %) (article 93),.
Les communes et EPCI, ainsi que les habitants résidant à proximité d'un projet de développement d'énergie renouvelable, peuvent participer au capital social de l'entreprise portant ledit projet (article 95). Une exemption des sommes versées aux collectivités pour l'occupation ou l'utilisation de son domaine public est prévue dans le cas d'une participation au capital social (article 96).
La loi définit le terme de « gaz bas-carbone » (article 98) et décrit un cadre légal pour l'autoconsommation collective en gaz, similaire à celui pour l'électricité (article 100),.
La politique énergétique nationale a pour objectif, dans les départements et régions d'outre-mer, d'atteindre l'autonomie énergétique et un mix électrique composé à 100 % d'énergies renouvelables en 2030 (article 101). Des campagnes d'information aux habitants portant sur les aides existantes pour l'installation d'équipements photovoltaïques pourront avoir lieu dans les collectivités territoriales ultramarines volontaires (article 103).

### Titre 7: dispositions diverses
Le dernier titre, le titre 7, contient 13 articles et ajoute quelques dispositions diverses.
Les délais de raccordement aux réseaux d'électricité sont raccourcis (articles 105 et 106).
Divers rapports seront fournis par le Gouvernement au Parlement, notamment sur le potentiel géothermique (article 107), l'installation de stations de transfert d'énergie par pompage (article 108), les conséquences du développement de l'agrivoltaïsme (article 109), l'assurance des centrales photovoltaïques en toiture (article 110), l'accompagnement du secteur de la pêche à la suite du développement de l'éolien en mer (article 112) et la substitution des énergies fossiles par la biomasse en Corse (article 114). L'ADEME diffuse aux collectivités territoriales des recommandations portant sur la création de structures juridiques d'autoconsommation collective en régie à partir d'énergies renouvelables (article 116).

## Réactions
Une partie des producteurs d'énergie à partir des énergies éolienne et solaire estime que la loi APER est un texte « de freinage » voire « de décélération » de ces énergies.
Les députés Europe Écologie Les Verts dénoncent un texte « très insatisfaisant », ne fixant pas d'ambition ou n'allouant pas de moyens efficaces, et qui « ne se donne pas les moyens d’accélérer vraiment les énergies renouvelables, voire qui est contre-productif à certains endroits ».
Les associations environnementales — via le Réseau Action Climat — saluent la volonté politique de déployer massivement les énergies renouvelables en réponse à la crise énergétique de la France en 2022 ainsi que les avancées permises par la loi APER — notamment la création d'un observatoire des énergies renouvelables et de la biodiversité. En revanche, elles estiment que cette dernière est insuffisante au regard des enjeux énergétiques et environnementaux. Dans un communiqué, les associations déplorent le manque d'ambition de la loi, par exemple sur la surface minimale des parkings extérieurs devant être couverts par des ombrières photovoltaïques — initialement de 2 500 m2, elle est abaissée à 1 500 m2, contre 250 ou 500 m2 souhaités par les associations —, ainsi que sa potentielle contre-productivité — augmentation des délais au lieu de raccourcissement — et de l'absence de prise en compte d'autres enjeux environnementaux comme la biodiversité à cause de la réduction des délais et l'absence d'évaluations environnementales dans certains cas. Par ailleurs, des acteurs comme le CLER soulignent le manque d’ambition du modèle de partage de la valeur et renvoient vers les dispositifs d’autres pays européens, dont l’Allemagne. Celle-ci emploie au niveau fédéral un dispositif volontaire permettant aux exploitants de verser jusqu’à 0,2 ct/kWh aux communes d’implantation, tandis que plusieurs Länder ont introduit des dispositifs à caractère obligatoire.
De leur côté, les maires, au cœur de la définition des zones d'accélération, mettent en exergue la complexité de cet exercice sans connaissances poussées et dans le temps imparti de quelques mois alors qu'une concertation de la population et des communes alentour est nécessaire.
En mai 2025, les députés adoptent une proposition de loi de simplification du droit de l'urbanisme et du logement, défendue par Harold Huwart, avec un amendement qui atténue l'obligation de solarisation des parkings.